# Psychotria lanceifolia
Psychotria lanceifolia är en måreväxtart som beskrevs av Karl Moritz Schumann. Psychotria lanceifolia ingår i släktet Psychotria och familjen måreväxter. Inga underarter finns listade i Catalogue of Life.